# New York FC
El New York FC fue un equipo de fútbol de Panamá que jugó en la Copa Rommel Fernández, la tercera división de fútbol en el país.

## Historia
Fue fundado en el año 2010 en la ciudad de Colón y fue el segundo equipo de la ciudad en llegar a jugar en la segunda categoría de Panamá luego de obtener el ascenso en la temporada 2014/15.
Fue inhabilitado como equipo por la Federación Panameña de Fútbol en 2017.

## Palmarés
- Copa Rommel Fernández: 1

2014/15